# Nogueira do Cravo e Pindelo
Pour les articles homonymes, voir Nogueira do Cravo.
Nogueira do Cravo e Pindelo est une paroisse civile portugaise (en portugais : freguesia) de la municipalité d'Oliveira de Azeméis dans le district d'Aveiro. Elle est créée en 2013, par fusion des paroisses de Nogueira do Cravo et Pindelo.

## Géographie
Située au nord-est du centre urbain d'Oliveira de Azeméis, Nogueira do Cravo e Pindelo est arrosée par la rivière Antuã (en) et plusieurs de ses affluents ou sous-affluents. La paroisse est desservie par l'autoroute A32.

## Histoire
La paroisse est créée par la loi no 11-A/2013 du 28 janvier 2013 portant réorganisation administrative du territoire des freguesias, en fusionnant les paroisses de Nogueira do Cravo et Pindelo. Son nom officiel est União das Freguesias de Nogueira do Cravo e Pindelo et son siège est fixé à Nogueira do Cravo.

## Démographie
Lors du recensement de 2021, Nogueira do Cravo e Pindelo compte 5 090 habitants. C'est alors la 4e paroisse la plus peuplée de la municipalité, derrière Oliveira de Azeméis, Santiago de Riba-Ul, Ul, Macinhata da Seixa e Madail (20 665 habitants), Vila de Cucujães (9 962 habitants) et Pinheiro da Bemposta, Travanca e Palmaz (6 735 habitants).